# Fauna

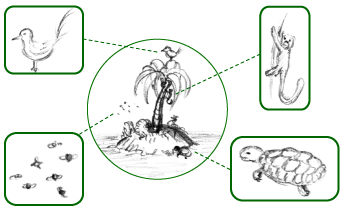
Esquema simplificado da Fauna de uma ilha - as espécies de animais destacadas nas caixas

Fauna é o termo coletivo para a vida animal de uma determinada região ou de um período de tempo. O termo correspondente para plantas é flora e para fungos é funga. Flora, fauna, funga e outras formas de vida são coletivamente chamados de biota.
Zoólogos e paleontólogos geralmente usam o termo fauna para se referir a uma coleção de animais tipicamente encontrados em um período específico ou lugar específico, por exemplo a “Fauna do Deserto de Sonora” ou “a fauna de Burgess Shale”.
Paleontólogos se referem a uma sequência de cerca de 80 estágios de fauna, que são séries de rochas contendo fósseis similares. O estudo dos animais de uma determinada região é chamado de faunística.

### Etimologia

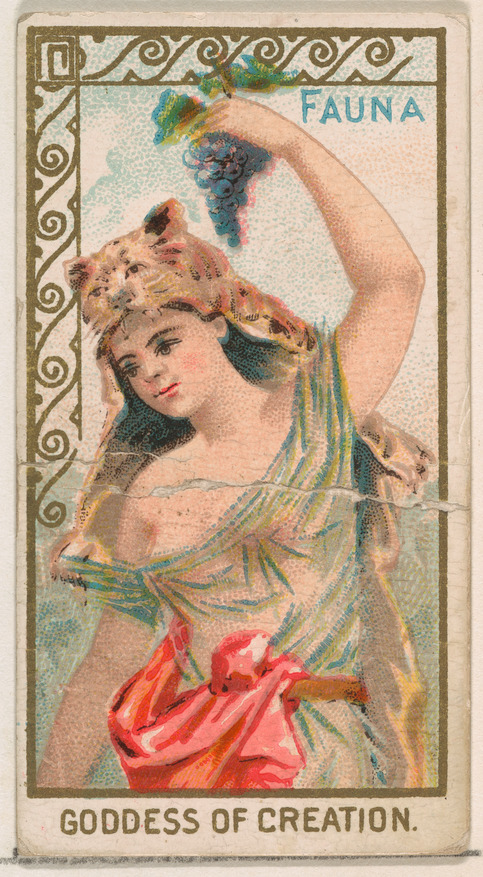
Ilustração de 1889 da deusa Fauna

O nome vem da deusa romana Fauna, deusa da terra e da fertilidade, do deus romano Fauno e dos espíritos da floresta relacionados, chamados faunos. As três palavras são cognatas do nome do deus grego Pã, e panis é o equivalente moderno grego de fauna (πανίς ou, mais precisamente, πανίδα). 
Fauna é também o nome dado aos livros que catalogam animais. O termo foi usado pela primeira vez por Lineu, da Suécia, como título de sua obra de 1746 Fauna Suecica. 

### Classificação
A fauna pode ser classificada em quatro grupos principais: animais silvestres, exóticos, domésticos e sinantrópicos.
- Fauna silvestre refere-se aos animais nativos ou migratórios, terrestres ou aquáticos, que vivem naturalmente dentro do território nacional, incluindo suas águas marinhas. Exemplos incluem sagui, onça, papagaio, jacaré e jabuti.

- Fauna exótica abrange animais que não são naturais do local. Eles podem ser trazidos intencionalmente, como leões ou elefantes, ou chegarem por acidente, como crustáceos em navios. Mudanças ambientais, como o aquecimento dos oceanos, também podem fazer com que espécies mudem de habitat.

- Fauna doméstica inclui animais que, após processos de manejo e melhoramento, tornaram-se dependentes do ser humano, tanto para companhia, como cães e gatos, quanto para produção, como vacas, cavalos e galinhas.

- Fauna sinantrópica engloba espécies que vivem em áreas urbanas, utilizando recursos humanos como água, abrigo e alimento. Algumas podem ser prejudiciais, como ratos e baratas, enquanto outras, como sabiás e gambás, podem causar incômodos sem representar riscos diretos.

### Subdivisões com base na região
- Avifauna: Refere-se às aves.
- Criofauna: Refere-se aos animais que vivem em, ou muito próximos, de áreas frias.
- Criptofauna: É a fauna que existe em micro-habitats protegidos ou ocultos.
- Epifauna: Também chamada de epibentos, são animais aquáticos que vivem no substrato do fundo, em vez de dentro dele, ou seja, a fauna bentônica que vive na superfície do sedimento no fundo do mar.
- Herpetofauna: Refere-se aos répteis e anfíbios.
- Ictiofauna: Refere-se aos peixes.
- Infauna: São organismos bentônicos que vivem dentro do substrato no fundo de corpos d'água, especialmente nos sedimentos oceânicos mais profundos. Bactérias e microalgas também habitam os espaços intersticiais dos sedimentos. Em geral, os animais infaunais tornam-se progressivamente menores e menos abundantes à medida que a profundidade da água e a distância da costa aumentam, enquanto as bactérias mantêm uma constância maior em sua abundância, com cerca de um milhão de células por mililitro de água intersticial. Essas criaturas são encontradas no registro fóssil e incluem organismos como lingulatas, trilobitas e vermes. Elas faziam tocas no sedimento como forma de proteção e também podiam se alimentar de detritos ou da camada de microrganismos que se desenvolvia na superfície do sedimento. Atualmente, uma variedade de organismos vive nos sedimentos e os perturba. Os escavadores mais profundos são os corruptos (Thalassinidea), que podem cavar tocas de até 3 metros de profundidade nos sedimentos oceânicos.
- Limnofauna: Refere-se aos animais que vivem em água doce.
- Macrofauna: São organismos bentônicos ou do solo que são retidos em uma peneira de 0,5 mm.
- Mastofauna: Refere-se aos mamíferos.
- Megafauna: Refere-se aos grandes animais de qualquer região ou tempo particular.

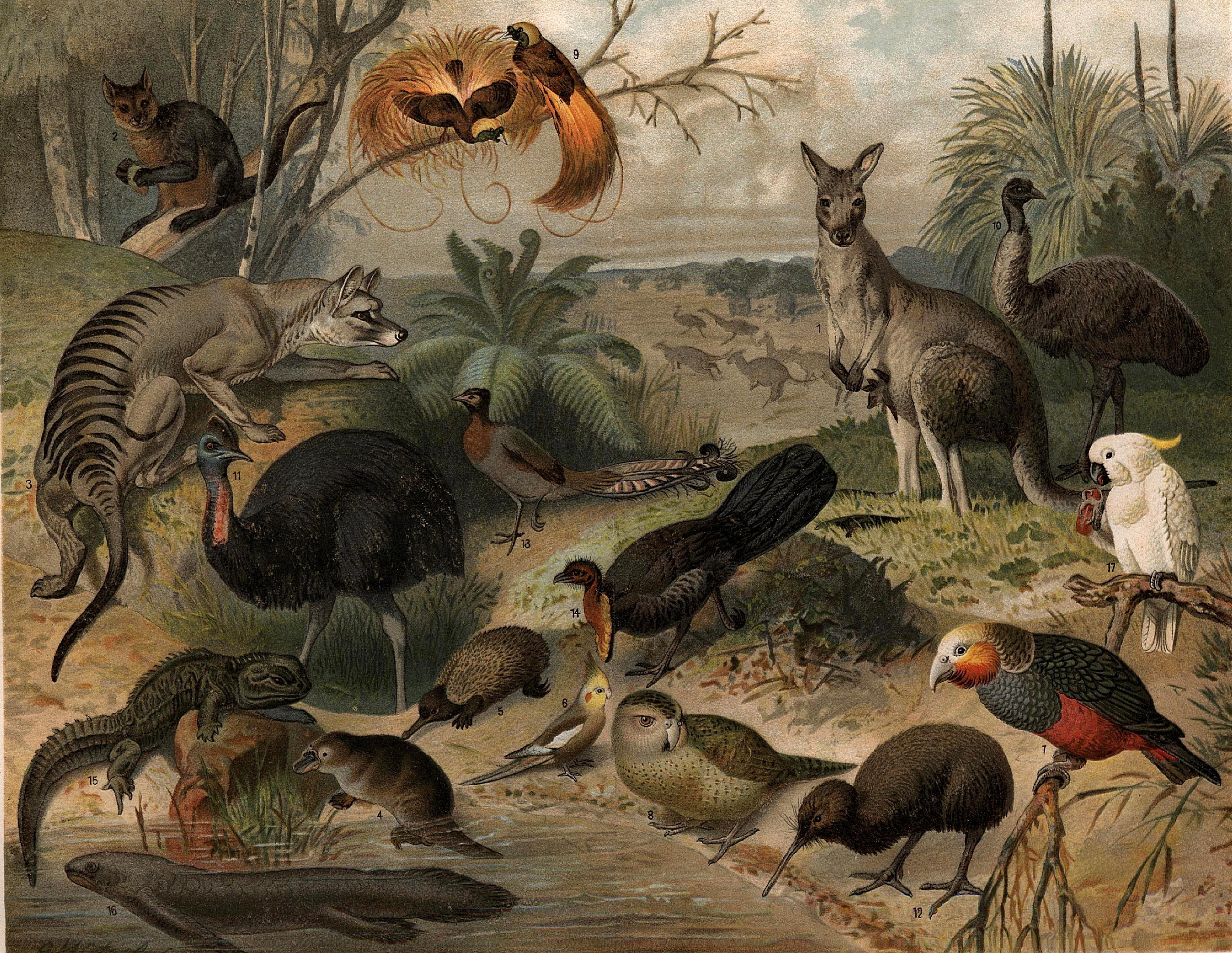
Fauna da Austrália. É um exemplo de região com megafauna.

- Meiofauna: Pequenos invertebrados bentônicos que vivem tanto em ambientes marinhos quanto de água doce. O termo meiofauna define de forma ampla um grupo de organismos com base em seu tamanho, sendo maiores que microfauna, mas menores que macrofauna, em vez de uma classificação taxonômica. Um dos habitats da meiofauna é entre os grãos de areia úmida (ver Mystacocarida).[3] Na prática, esses animais metazoários conseguem passar ilesos por uma malha de 0,5–1 mm, mas são retidos por uma malha de 30–45 μm. No entanto, as dimensões exatas variam entre pesquisadores. Se um organismo passa por uma malha de 1 mm também depende se ele está vivo ou morto no momento da triagem.
- Mesofauna: Animais macroscópicos do solo, como artrópodes ou nematóides. A mesofauna é extremamente diversificada; considerando apenas os colêmbolos (Collembola), até 1998, aproximadamente 6.500 espécies foram identificadas[4]
- Microfauna: Animais microscópicos ou muito pequenos, como protozoários ou rotíferos.
- Estigofauna: Qualquer fauna que vive em sistemas de águas subterrâneas ou aquíferos, como cavernas, fissuras e vugs. Estigofauna e troglofauna são os dois tipos de fauna subterrânea (com base em seu ciclo de vida). Ambas estão associadas a ambientes subterrâneos – estigofauna está associada à água, e troglofauna, às cavernas e aos espaços acima do lençol freático. A estigofauna pode viver dentro de aquíferos de água doce e nos espaços porosos de calcário, calcrete ou laterita, enquanto animais maiores podem ser encontrados em águas de cavernas e poços. Os animais estigofaunais, assim como os troglofaunais, são divididos em três grupos com base em seu ciclo de vida – estigófilos, estigóxenos e estigóbios.[5]
- Troglofauna: Pequenos animais que habitam cavernas e se adaptaram ao ambiente escuro. As espécies troglofaunais incluem aranhas, insetos, miriápodes e outros. Algumas troglofaunas vivem permanentemente no subsolo e não conseguem sobreviver fora do ambiente da caverna. As adaptações e características da troglofauna incluem um senso de audição, tato e olfato mais apurado. A perda de sentidos pouco utilizados é evidente na falta de pigmentação, assim como na ausência de visão na maioria das troglofaunas. Insetos troglofaunais podem apresentar ausência de asas e apêndices mais longos.[6]

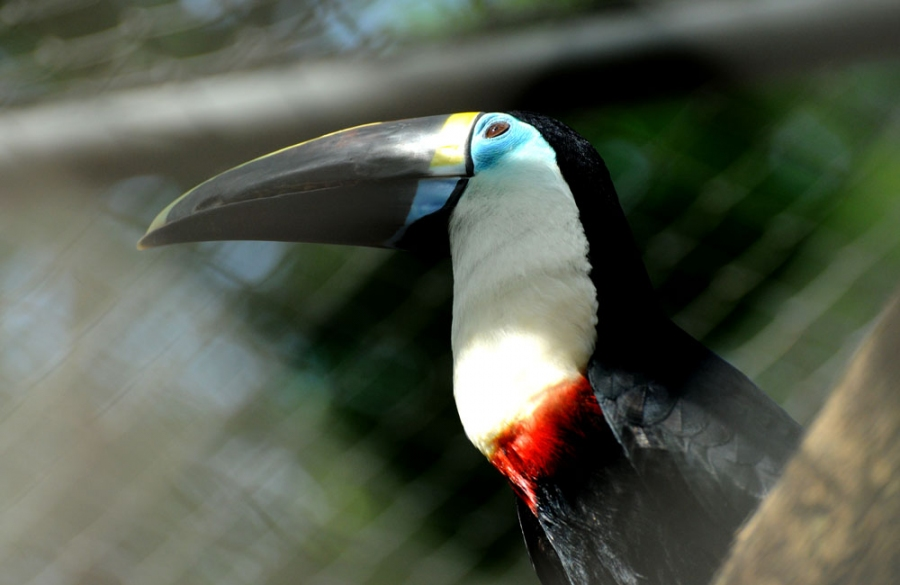
O Parque Chico Mendes é um dos espaços na capital Rio Branco que apresentam toda a riqueza da fauna e da flora da Amazônia. Este tucano é um dos moradores do lugar. (Foto: Sérgio Vale/Secom)

### Fauna Brasileira
A fauna brasileira é reconhecida como a mais diversa do mundo, com predominância de animais de pequeno porte, e muitas espécies ainda não foram catalogadas. 
De acordo com o Instituto Chico Mendes de Conservação da Biodiversidade (ICMBio), o Brasil abriga cerca de 120 mil espécies de invertebrados e cerca de 8930 espécies de vertebrados, incluindo mamíferos, aves, répteis, anfíbios e peixes de água doce e salgada. 
O Ministério do Meio Ambiente também aponta que o país possui mais de 100 mil espécies catalogadas, tanto vertebrados quanto invertebrados. No entanto, segundo o "Livro Vermelho da Fauna Brasileira Ameaçada de Extinção", publicado pelo ICMBio em 2018, 1.173 espécies brasileiras estão ameaçadas de extinção. 
A primeira lista de espécies em risco foi publicada em 1968, e desde então, o número de espécies ameaçadas tem aumentado, devido principalmente à ocupação humana, caça, pesca e tráfico ilegal. Mesmo com leis ambientais e fiscalização, mais de 12 milhões de animais são contrabandeados anualmente, com 70% destinados ao mercado internacional.

### Preservação
O Parque Ecológico de São Carlos Dr. Antônio Teixeira Viana, é especializado na preservação e manejo da fauna silvestre da América do Sul, dando mais ênfase às espécies ameaçadas de extinção. 